# Borås HC
Borås HC – szwedzki klub hokeja na lodzie z siedzibą w Borås.
W przeszłości klub działał jako Norrby IF (1947-1969) i Norrby HC.